# Elroy Gelant
Elroy Gelant (George, 25 agosto 1986) è un mezzofondista sudafricano.

## Palmarès
| Anno | Manifestazione           | Sede           | Evento         | Risultato | Prestazione | Note                          |
| ---- | ------------------------ | -------------- | -------------- | --------- | ----------- | ----------------------------- |
| 2009 | Universiadi              | Belgrado       | 5000 m piani   | Bronzo    | 14'07"97    |                               |
| 2011 | Mondiali                 | Taegu          | 5000 m piani   | Batteria  | 13'48"33    |                               |
| 2012 | Mondiali indoor          | Istanbul       | 3000 m piani   | 12º       | 7'48"64     |                               |
| 2012 | Campionati africani      | Porto-Novo     | 5000 m piani   | 7º        | 13'54"93    |                               |
| 2013 | Mondiali                 | Mosca          | 5000 m piani   | 12º       | 13'43"58    |                               |
| 2014 | Mondiali indoor          | Sopot          | 3000 m piani   | 7º        | 7'57"31     |                               |
| 2014 | Mondiali mezza maratona  | Copenaghen     | Mezza maratona | 13º       | 1h01'10"    |                               |
| 2014 | Campionati africani      | Marrakech      | 5000 m piani   | 9º        | 14'00"48    |                               |
| 2016 | Campionati africani      | Durban         | 5000 m piani   | Argento   | 13'15"13    |                               |
| 2016 | Giochi olimpici          | Rio de Janeiro | 5000 m piani   | 13º       | 13'17"47    |                               |
| 2017 | Mondiali di cross        | Kampala        | Corsa seniores | 44º       | 30'45"      |                               |
| 2017 | Mondiali di cross        | Kampala        | A squadre      | 9º        | 162 p.      |                               |
| 2018 | Mondiali mezza maratona  | Valencia       | Mezza maratona | 41º       | 1h02'52"    |                               |
| 2018 | Campionati africani      | Asaba          | 5000 m piani   | 15º       | 14'20"37    |                               |
| 2018 | Campionati africani      | Asaba          | 10000 m piani  | 9º        | 30'23"35    |                               |
| 2021 | Giochi olimpici          | Tokyo          | Maratona       | 34º       | 2h16'43"    |                               |
| 2022 | Campionati africani      | Saint-Pierre   | 10000 m piani  | 8º        | 29'41"40    |                               |
| 2023 | Mondiali corsa su strada | Riga           | Mezza maratona | 13º       | 1h00'56"    | Miglior prestazione personale |
| 2023 | Mondiali corsa su strada | Riga           | A squadre      | Bronzo    |             |                               |
| 2024 | Giochi olimpici          | Parigi         | Maratona       | 11º       | 2h09'07"    |                               |